# Kalmaritiska
Kalmaritiska är ett lokalt uttryck som syftar på den särskilda och lokalt förankrade dialekt som talas i tätorten Kalmar och dess allra närmaste omnejd (Kalmarit = person från Kalmar, Kalmarbo). Dialekten skiljer sig från närliggande orters småländska (Nybro, Emmaboda, Oskarshamn, Högsby, Torsås och så vidare) och öländska. Däremot finns det stora likheter mellan kalmaritiska och med målen i Södra Möre och närliggande socknar i Norra Möre. Utmärkande är det bland småländska dialekter i allmänhet vanliga tungrots-r:et, som ofta "försvinner" (till exempel uttalas Kalmar som Kallmaa) och den karakteristiska, stötiga ordbetoningen. Förkortningar och smeknamn har också varit vanligt förekommande, exempelvis sådana som har med en persons yrke att göra. Några exempel från 1900-talet: Lås-Olle, som var en lås- och nyckelsmed, Skinn-Pelle, som var skinnhandlare och hette Pettersson och Ved-Axel, som var vedhandlare. Anledningen till att det fanns så många binamn kan vara att det fanns många son-namn och att det inte fanns så många förnamn att välja på.

## Källhänvisningar
1. 1 2  ”Snabbkurs i Kalmaritiska | Kalmar”. www.kalmar.com. Arkiverad från originalet den 31 januari 2021. https://web.archive.org/web/20210131071140/https://www.kalmar.com/sv/snabbkurs-i-kalmaritiska. Läst 23 januari 2021.
2. ↑  ”Smålänningar snålar inte med vokalerna”. Språktidningen. https://spraktidningen.se/artiklar/2014/04/smalanningar-snalar-inte-med-vokalerna. Läst 23 januari 2021.
3. ↑  Magnusson, Bo (1978). Språket i Kalmar. sid. 10
4. ↑  Magnusson, Bo (1978). Språket i Kalmar. sid. 43–45